# Лел
Лел (Лелбог, Lelbog) e митично същество, споменато в някои полски книги от 15 – 16 век. Най-ранното запазено сведение за него е на Ян Длугош от 15 век, а през 1519 година е споменато в „Полска хроника“ на Матиас фон Мехов. Според тези описания Лел е покровител на брака и семейното щастие, син на богинята Лада и бог Ослад и брат на пролетния бог Дид (Полел) и са близнаци с Лиля (Леля), богиня подбуждаща природата към плодородие, а човека – към любовни контакти и брак, възпламенявайки любовта в сърцето.